# قمر في بيت دارس
قمر في بيت دارس هي رواية للكاتب الفلسطيني عبدالله تايه، صدرت بالعربية عن اتحاد الكتاب الفلسطينيين سنة 2001، تقع في 236 صفحة. تُسلّط الضوء على الواقع الفلسطيني وما يعيشه الشعب الفلسطيني من معاناة تحت الاحتلال الإسرائيلي، كما تستعرض الروابط الاجتماعية والإنسانية بين الشخصيات في ظل هذا السياق القاسي.

## ملخص الرواية
تتناول الرواية الأحداث التاريخية التي مرت بها فلسطين من بداية الانتداب البريطاني وحتى نكبة عام 1948. تسلط الرواية الضوء على قرية بيت دارس الواقعة جنوب فلسطين، والتي تمثل نموذجًا للقرى الفلسطينية التي شهدت معاناة شعبها من الاحتلال والتهجير. تبدأ الرواية بوصف الحياة في وادي غزة، حيث يتطرق الكاتب إلى انسحاب السكان إلى الشام بفعل الأحداث المتسارعة. كما تبرز الرواية رفض الفلسطينيين للانتداب البريطاني ومقاومتهم له، باعتباره أحد العوامل الرئيسية التي أسهمت في كارثة النكبة. من خلال سرد مشحون بالعاطفة، تصور الرواية تهجير الفلسطينيين من أراضيهم بالقوة عام 1948، ما يعكس واقع المعاناة الجماعية للفلسطينيين وفقدانهم لوطنهم. حيث تأتي الرواية كتوثيق أدبي لما عاشه الشعب الفلسطيني، مُعبّرةً عن صمودهم وارتباطهم العميق بأرضهم رغم كل المحن.